# Kórjevski
Kórjevski - Коржевский (rus) - és un khútor del krai de Krasnodar, a Rússia. Es troba al delta del riu Kuban, a 16 km al sud de Poltàvskaia i a 68 km al nord-oest de Krasnodar. Pertany al khútor de Trudobelikovski.